# Castelo de Nagoia
O Castelo de Nagoia (em japonês: 名古屋城; -jō) localiza-se em Nagoia, na prefeitura de Aichi, Japão.

## História
A sua primeira estrutura foi erguida por Shiba Yoshimune, por volta de 1525. Foi conquistado por Oda Nobuhide e Imagawa Ujitoyo em 1532, porém abandonado posteriormente.
Em 1610 Tokugawa Ieyasu ordenou aos diversos daimio que o auxiliassem na construção de um novo castelo no local. Essa nova estrutura foi concluída em 1612. Até à Era Meiji, este foi o lar do clã Owari da família Tokugawa.
Sobre a cúpula do castelo encontram-se os dois delfins dourados (kinshachi, em japonês), que se afirma serem um símbolo da autoridade do senhor feudal.
Durante a Segunda Guerra Mundial o castelo foi completamente destruído por um incêndio, perdendo-se a maioria de seus objetos de valor; contudo algumas pinturas sobreviveram e encontram-se preservadas até aos nossos dias. Os trabalhos de reconstrução do castelo foram concluídos em 1959.